# 乳汁裸腹菌
乳汁裸腹菌（学名：Gymnomyces lactifer）是属于红菇目红菇科裸腹菌属的一种担子菌。该种分布于中国。
现接受名为乳丝乳腹菌 Zelleromyces lactifer (B.C.Zhang & Y.N.Yu) Trappe, T.Lebel & Castellano, 2002